# Grandifoxus bangpoensis
Grandifoxus bangpoensis is een vlokreeftensoort uit de familie van de Phoxocephalidae. De wetenschappelijke naam van de soort is voor het eerst geldig gepubliceerd in 1989 door Jo.